# Eleição municipal de Santos em 2016
A eleição municipal de Santos ocorreu em 2 de outubro de 2016 para eleger um prefeito, um vice-prefeito e 21 vereadores para a administração da cidade. O prefeito titular é Paulo Alexandre Barbosa, do Partido da Social Democracia Brasileira (PSDB), que foi reeleito prefeito de com 77,74% dos votos, Carina Vitral, do Partido Comunista do Brasil (PCdoB). Contando com apenas um turno, a eleição ainda teve outros candidatos, como Paulo Schiff (PDT), Marcelo DeL Bosco (PPS), Edgar Boturão (PROS), Débora Camilo (PSOL), Helio Halitte (PRTB), Professor Genival Bezerra (PSDC).
Foi contabilizado que, na cidade de Santos, 338.472 eleitores poderiam ter votado em 2016, contudo apenas 76,34 participaram da eleição, enquanto 23,66% foram ausentes. Desta forma, foi tido um total de 221.520 (85,73%) votos válidos.
Paulo Alexandre Barbosa, natural de Santos, é filho do ex-Prefeito Paulo Gomes Barbosa, que serviu o mesmo município no ano de 1980 até 1984. Iniciou sua vida pública em 2002, e foi o mais jovem deputado eleito no pleito, com o maior numero de votos da história de São Paulo.

## Antecedente
A eleição anterior, ocorrida em 7 de outubro de 2012, nove candidatos concorreram à prefeitura de Santos: Paulo Alexandre Barbosa (PSDB), eleito com 144.827 (57,91%) votos, Telma de Souza (PT), com 41.623 (16,64%) votos, Aquino (PMDB), com 29.267 (11,70%) votos, Prof. Fabião (PSB), com 20.221 (8,09%) votos, Beto Mansur (PP), com 8.775 (3,51%) votos, Eneida Koury (PSOL), com 2.510 (1%) votos, Luiz Xavier (PSTU), com 1.131 (0,45%) votos, Jama (PRTB), com 1.120 (0,45%) votos e Nelson Rodrigues (PSL), com 615 (0,25%).
Não ocorreu segundo turno.
Em 2012, 270.060 votos foram apurados dentre eles 250.089 foram válidos, 6.966 votaram em branco, 13.005 votaram em nulo e 59.583 se abstiveram.
No período da eleição, Santos contava com uma população de 419.400 sendo que 329.643 eram eleitores, tinha 21 vereadores na câmara municipal, seu idh era de 0,871 e seu PIB era R$22,5 milhões.
Na eleição de 2012, Paulo recebeu 144.827 mil votos, o que equivale,percentualmente, em 57,91% do eleitorado, a deputada estadual Telma de Souza, representante do PT, ficou em segundo lugar com 16,64%.
A eleição de 2012 foi marcante para o partido tucano, tendo em vista que foi a primeira vez que um representante do PSDB conseguiu se eleger para o cargo mais importante do município, nos últimos 16 anos, Beto Mansour e João Paulo, representantes do PP e do PMDB, respectivamente, administraram o município por dois mandatos cada.
O candidato do PSDB esteve à frente da disputa desde as primeiras pesquisas, dentre suas propostas na época estavam a criação de um túnel ligando a Zona Noroeste e a Zona Leste da cidade, alem da revitalização da rodoviária municipal.

## Eleitorado
Na eleição municipal de Santos em 2016, 338.472 eleitores estavam aptos para participar das votações. Destes, apenas 76,34 votaram de fato, enquanto 23,66% se ausentaram.
O total de votos válidos nessa eleição foi 221.520 (85,73%).

## Candidato eleito
O candidato Paulo Alexandre Barbosa, do PSDB, foi eleito prefeito de Santos com 77,74% dos votos. Paulo, 38 anos, possui como vice Sandoval Soares, que também pertence ao PSDB.
O prefeito de Santos, entrou na vida política em 2001, durante o governo de Alckmin, cuidou da secretaria da educação e nesse período implantou e coordenou o programa Escola Família, esse programa permite a abertura de todas as escolas estaduais aos finais de semana, tal programa foi premiado pelas Nações Unidas
Paulo Alexandre Barbosa é advogado e ex-secretário adjunto da Educação nasceu em Santos. Quando estava concorrendo para o cargo de deputado federal, Paulo teve mais de cem mil fotos, contabilizando 182.654 mil votos; ele foi o quinto mais votado e o segundo com o maior número de sufrágios do PSDB na Assembleia Legislativa.
Em 2006, Paulo Alexandre obteve dois recordes, foi o mais jovem deputado eleito e o mais votado sendo reeleito em 2010 com 215 mil votos,. Depois disso foi secretario adjunto de Educação do Estado de São Paulo, secretario de Desenvolvimento Social e secretario de Desenvolvimento Econômico, ciência e tecnologia, cargo que ocupava ate se candidatar a prefeito de Santos.

## Candidatos
Ao todo, oito candidatos concorreram à prefeitura de Santos em 2016
| Candidato(a)              | Vice                 | Partido | Coligação                                                                                |
| ------------------------- | -------------------- | ------- | ---------------------------------------------------------------------------------------- |
| Paulo Alexandre Barbosa   | Sandoval Soares      | PSDB    | "Santos Pra Frente" (PSDB/PMDB/PPL/PSB/PR/PT do B/PSD/PTB/PP/PSC/PEN /PRB/PTC/SD/PV/PTN) |
| Carina Vitral             | Reinaldo Martins     | PC do B | "Um Novo Futuro Para Santos" (PC do B/PT)                                                |
| Paulo Schiff              | Dr. Evaldo Stanislau | PDT     | "Queremos Santos de Volta" (PDT/REDE)                                                    |
| Marcelo del Bosco         | Moyses Fernandes     | PPS     | "Santos Merece Mais" (PPS/DEM/PSL/PMB)                                                   |
| Edgar Boturão             | Leandro Velasco      | PROS    | "Santos Tem Opção" (PHS/PROS/PRP)                                                        |
| Debora Camilo             | Maurão               | PSOL    | Sem coligação                                                                            |
| Helio Hallite             | Eduardo Dardaqui     | PRTB    | Sem coligação                                                                            |
| Professor Genival Bezerra | Marquinhos Marques   | PSDC    | Sem coligação                                                                            |

## Debates Televisionados
.
| Data       | Organizador(a)      | Mediador(a) | Carina Vitral | Edgar Boturão (PROS) | Marcelo Del Bosco (PSD) | Paulo Alexandre Barbosa (PSDB) | Paulo Schiff (PDT) |
| ---------- | ------------------- | ----------- | ------------- | -------------------- | ----------------------- | ------------------------------ | ------------------ |
| 29/09/2016 | TV Tribuna (Santos) | Tony Lamers | Presente      | Presente             | Presente                | Presente                       | Presente           |

.
| Data       | Organizador(a)   | Mediador(a)  | Carina Vitral (PCdoB) | Edgar Boturão (PROS) | Marcelo Del Bosco (PSD) | Paulo Alexandre Barbosa (PSDB) | Paulo Schiff (PDT) | Prof. Genival Bezerra (PSDC) | Hélio Hallite (PRTB) | Débora Camilo (PSOL) |
| ---------- | ---------------- | ------------ | --------------------- | -------------------- | ----------------------- | ------------------------------ | ------------------ | ---------------------------- | -------------------- | -------------------- |
| 26/09/2016 | Santa Cecília TV | Irineu Alves | Presente              | Presente             | Presente                | Presente                       | Presente           | Presente                     | Presente             | Presente             |

## Pesquisas
Na pesquisa divulgada pelo Ibope, no dia 1 de outubro de 2016, véspera da eleição municipal, Paulo Alexandre Barbosa já estava com grande vantagem nas intenções de voto em relação aos seus adversários.
| Candidato(a)              | Partido | Intenção de voto |
| ------------------------- | ------- | ---------------- |
| Paulo Alexandre Barbosa   | PSDB    | 66%              |
| Carina Vitral             | PC do B | 8%               |
| Marcelo del Bosco         | PPS     | 4%               |
| Paulo Schiff              | PDT     | 3%               |
| Debora Camilo             | PSOL    | 2%               |
| Edgar Boturão             | PROS    | 2%               |
| Helio Hallite             | PRTB    | 1%               |
| Professor Genival Bezerra | PSDC    | 0%               |

| Votos nulos/brancos | 10% |
| Não sabiam/opinaram | 3%  |

## Resultado da eleição para prefeito

### Primeiro turno
| Candidatos a prefeito        | Candidatos a vice-prefeito | Número | Coligação                                                                                          | Votação | Percentual |
| ---------------------------- | -------------------------- | ------ | -------------------------------------------------------------------------------------------------- | ------- | ---------- |
| Paulo Alexandre Barbosa PSDB | Sandoval Soares PSDB       | 45     | Santos pra Frente (PSDB, PMDB, PPL, PSB, PR, PTdoB, PSD, PTB, PP, PSC, PEN, PRB, PTC, SD, PV, PTN) | 172.215 | 77,74%     |
| Carina Vitral PCdoB          | Reinaldo Martins PT        | 65     | Um novo futuro para Santos (PCdoB, PT)                                                             | 14.650  | 6,61%      |
| Paulo Schiff PDT             | Evaldo Stanislau REDE      | 12     | Queremos Santos de volta (PDT, REDE)                                                               | 12.805  | 5,78%      |
| Marcelo Del Bosco PPS        | Moyses Fernandes PPS       | 23     | Santos Merece Mais (PPS, DEM, PSL, PMB)                                                            | 11.009  | 4,97%      |
| Edgar Boturão PROS           | Leandro Velasco PROS       | 90     | Santos tem opção (PROS, PHS, PRP)                                                                  | 5.486   | 2,48%      |
| Débora Camilo PSOL           | Maurão PSOL                | 50     | PSOL (sem coligação)                                                                               | 3.991   | 1,80%      |
| Hélio Hallite PRTB           | Eduardo Dardaqui PRTB      | 28     | PRTB (sem coligação)                                                                               | 1.028   | 0,46%      |
| Genival Bezerra PSDC         | Marquinhos Marques PSDC    | 27     | PSDC (sem coligação)                                                                               | 336     | 0,15%      |

## Vereadores Eleitos
Resultado da apuração
Na eleição de 2016 para vereador, 379 candidatos disputaram as 21 vagas disponíveis. O vereador que recebeu mais votos foi Professor Kenny (PSDB), que obteve 24.765 votos, correspondendo à 10,98% do total, tornando-se o vereador mais votado na história da cidade de Santos, alcançando a marca inédita de 10,98% dos votos válidos. Com uma campanha baseada em proteção ambiental e inovação tecnológica, Professor Kenny ultrapassou o record de vereador mais votado na cidade, que até então pertencia a ex-prefeita da cidade Telma de Souza(PT), que, em 2008, concorrendo a vereadora, alcançou 20.631 votos, representando 8,47% dos votos válidos.
O partido PSDB foi o que mais teve vereadores elegidos, com um total de oito vereadores.
| Candidatos a vereador | Partido | Número | Votação | Percentual |
| --------------------- | ------- | ------ | ------- | ---------- |
| Professor Kenny       | PSDB    | 45000  | 24.765  | 10,98%     |
| Telma De Souza        | PT      | 13004  | 8.604   | 3,81%      |
| Sadao Nakai           | PSDB    | 45100  | 4.978   | 2,21%      |
| Fabiano Da Farmácia   | PR      | 22888  | 4.481   | 1,99%      |
| Rui De Rosis          | PMDB    | 15150  | 4.378   | 1,94%      |
| Audrey Kleys          | PP      | 11123  | 4.375   | 1,94%      |
| Benedito Furtado      | PSB     | 40660  | 4.012   | 1,78%      |
| Banha                 | PMDB    | 15690  | 3.258   | 1,44%      |
| Pr. Roberto De Jesus  | PSDB    | 45777  | 3.085   | 1,37%      |
| Sergio Santana        | PR      | 22190  | 2.972   | 1,32%      |
| Bruno Orlandi         | PSDB    | 45045  | 2.823   | 1,25%      |
| Ademir Pestana        | PSDB    | 45678  | 2.656   | 1,18%      |
| Manoel Constantino    | PSDB    | 45555  | 2.647   | 1,17%      |
| Cacá                  | PSDB    | 45637  | 2,620   | 1,16%      |
| Lincoln Reis          | PR      | 22444  | 2.584   | 1,15%      |
| Hugo Duppre           | PSD     | 55555  | 2.491   | 1,10%      |
| Zequinha Teixeira     | PSD     | 55910  | 2.483   | 1,10%      |
| Adilson Junior        | PTB     | 14688  | 2.414   | 1,07%      |
| Augusto Duarte        | PSDB    | 45145  | 2.329   | 1,03%      |
| Fabrício Dvd          | PSB     | 40007  | 2.156   | 0,96%      |
| Chico                 | PT      | 13678  | 2.046   | 0,91%      |

## Retotalização de votos dos vereadores
No dia 9 de dezembro de 2016 foi realizada, pela Justiça Eleitoral de São Paulo, um retotalização dos votos computados em Santos na eleição municipal daquele ano, decorrente da anulação da candidatura à vereadora de Denise Terezinha Ferreira (PPL). Os 96 votos que a candidata havia recebido foram anulados. No entanto, não alterou a configuração de vereadores eleitos. A retotalização dos votos aconteceu no Cartório da 118ª Zona Eleitoral de Santos, localizado na área central da cidade.

## Análises
Em 19 de dezembro de 2015, ano anterior à eleição, o Instituto de Pesquisas A Tribuna (IPAT) realizou uma pesquisa que apontou 69,8% de aprovação da administração feita por Paulo Alexandre Barbosa em seu primeiro mandato. A pesquisa também apontou que 65,8% dos entrevistados acreditavam em uma reeleição em 2016.
A reeleição de fato aconteceu, mesmo com o prefeito sendo citado em lista da operação Lava Jato no início de 2016. Segundo documentos apreendidos pela Polícia Federal, Paulo Barbosa teria recebido 600 mil reais em 2012, ano que foi eleito para seu primeiro mandato. O Diretório Municipal do PSDB em Santos negou que Paulo Alexandre tivesse recebido doações da Odebrecht (atual Novonor) e que a mesma não realizou obras públicas na gestão da cidade.